# Stepan Oščepkov
Stepan Michajlovič Oščepkov (in russo Степан Михайлович Ощепков?; Vladivostok, 9 gennaio 1934 – Vladivostok, 3 gennaio 2012) è stato un canoista sovietico, dal 1991 russo.

## Palmarès

### Olimpiadi
- 1 medaglia:
  - 1 oro (Tokyo 1964 nel C2 1000 metri)